# Ronde van Italië voor vrouwen 2022
De Ronde van Italië voor vrouwen 2022 (Italiaans: Giro d’Italia Donne 2022) werd verreden van 30 juni tot en met 10 juli, gelijktijdig met de eerste week van de Ronde van Frankrijk voor mannen die op 1 juli van start ging en twee weken voor de start op 24 juli van de Tour de France Femmes. Het was de 33e editie van de rittenkoers, die opnieuw deel uitmaakt van de UCI Women's World Tour, na een onderbreking van een jaar toen het onderdeel was van de UCI Women's ProSeries. De ronde ging van start met een proloog van 4,7 kilometer in Cagliari op het eiland Sardinië. Er was, na drie dagen koers, voor het eerst een rustdag, nodig om de oversteek naar het vasteland te maken. De laatste etappe finishte in Padua. De Nederlandse Anna van der Breggen, die in 2021 als renster stopte, won de vorige editie. Zij werd op de erelijst opgevolgd door haar landgenote Annemiek van Vleuten die na 2018 en 2019 voor de derde keer de eindzege behaalde.

## Ploegen
Dertien van de veertien World Tourploegen nemen deel, aangevuld met elf continentale ploegen.
| World Tour                                                                                                  | World Tour                                                                       | Continentaal                                                                                          | Continentaal |
| --- | -------------------------------------------------------------------------------- | --- | --- |
| BikeExchange Jayco Canyon-SRAM DSM EF Education-TIBCO-SVB FDJ-Suez-Futuroscope Jumbo-Visma Liv Racing Xstra | Movistar Roland Cogeas Edelweiss Squad SD Worx Trek-Segafredo UAE Team ADQ Uno-X | Aromitalia-Basso Bikes-Vaiano BePink Bizkaia-Durango Ceratizit-WNT Cofidis Colombia Tierra de Atletas | Isolmant-Premac-Vittoria Mendelspeck Servetto-Makhyma-Beltrami TSA Top Girls Fassa Bortolo Valcar-Travel & Service |

## Etappe-overzicht
| Datum   | Etappe  | Start – Finish                              | Afstand (in km) | Type       | Winnaar              | Ploeg                   | Klassementsleider    |
| ------- | ------- | ------------------------------------------- | --------------- | ---------- | -------------------- | ----------------------- | -------------------- |
| 30 juni | P       | Cagliari – Cagliari                         | 4,7             | Proloog    | Kristen Faulkner     | BikeExchange Jayco      | Kristen Faulkner     |
| 1 juli  | 1       | Villasimius – Tortolì                       | 106,5           | Vlakke rit | Elisa Balsamo        | Trek-Segafredo          | Elisa Balsamo        |
| 2 juli  | 2       | Cala Gonone – Olbia                         | 113,4           | Vlakke rit | Marianne Vos         | Jumbo-Visma             | Elisa Balsamo        |
| 3 juli  | Rustdag | Rustdag                                     | Rustdag         | Rustdag    | Rustdag              | Rustdag                 | Rustdag              |
| 4 juli  | 3       | Cesena – Cesena                             | 120,9           | Heuvelrit  | Annemiek van Vleuten | Movistar Team           | Annemiek van Vleuten |
| 5 juli  | 4       | Capri – Reggio Emilia                       | 126,1           | Heuvelrit  | Elisa Balsamo        | Trek-Segafredo          | Annemiek van Vleuten |
| 6 juli  | 5       | Sarnico – Bergamo                           | 114,7           | Heuvelrit  | Marianne Vos         | Jumbo-Visma             | Annemiek van Vleuten |
| 7 juli  | 6       | Prevalle – Manivapas                        | 112,9           | Bergrit    | Juliette Labous      | Team DSM                | Annemiek van Vleuten |
| 8 juli  | 7       | Rovereto – Aldeno                           | 104,7           | Bergrit    | Annemiek van Vleuten | Movistar Team           | Annemiek van Vleuten |
| 9 juli  | 8       | San Michele all'Adige – San Lorenzo Dorsino | 112,8           | Bergrit    | Kristen Faulkner     | BikeExchange Jayco      | Annemiek van Vleuten |
| 10 juli | 9       | Abano Terme – Padua                         | 90,5            | Heuvelrit  | Chiara Consonni      | Valcar-Travel & Service | Annemiek van Vleuten |

## Etappe-uitslagen

### Proloog
| 30 juni: Cagliari – Cagliari (4,7 km) |                      |                    |       |
| Plaats                                | Naam                 | Ploeg              | Tijd  |
| Winnaar                               | Kristen Faulkner     | BikeExchange Jayco | 5'45" |
| 2                                     | Georgia Baker        | BikeExchange Jayco | + 4"  |
| 3                                     | Elisa Balsamo        | Trek-Segafredo     | + 6"  |
| 4                                     | Lotte Kopecky        | SD Worx            | z.t.  |
| 5                                     | Elisa Longo Borghini | Trek-Segafredo     | + 9"  |

| Algemeen klassement |                      |                    |       |
| Plaats              | Naam                 | Ploeg              | Tijd  |
| Roze trui           | Kristen Faulkner     | BikeExchange Jayco | 5'46" |
| 2                   | Georgia Baker        | BikeExchange Jayco | + 4"  |
| 3                   | Elisa Balsamo        | Trek-Segafredo     | + 6"  |
| 4                   | Lotte Kopecky        | SD Worx            | z.t.  |
| 5                   | Elisa Longo Borghini | Trek-Segafredo     | + 9"  |

### 1e etappe
| 1 juli: Villasimius – Tortolì (106,5 km) |                 |                         |          |
| Plaats                                   | Naam            | Ploeg                   | Tijd     |
| Winnaar                                  | Elisa Balsamo   | Trek-Segafredo          | 2u39'13" |
| 2                                        | Marianne Vos    | Jumbo-Visma             | z.t.     |
| 3                                        | Charlotte Kool  | DSM                     | z.t.     |
| 4                                        | Lotte Kopecky   | SD Worx                 | z.t.     |
| 5                                        | Chiara Consonni | Valcar-Travel & Service | z.t.     |

| Algemeen klassement |                  |                    |          |
| Plaats              | Naam             | Ploeg              | Tijd     |
| Roze trui           | Elisa Balsamo    | Trek-Segafredo     | 2u44'54" |
| 2                   | Kristen Faulkner | BikeExchange Jayco | + 4"     |
| 3                   | Georgia Baker    | BikeExchange Jayco | + 8"     |
| 4                   | Lotte Kopecky    | SD Worx            | + 10"    |
| 5                   | Marianne Vos     | Jumbo-Visma        | + 12"    |

### 2e etappe
| 2 juli: Cala Gonone – Olbia (113,4 km) |                  |                  |          |
| Plaats                                 | Naam             | Ploeg            | Tijd     |
| Winnaar                                | Marianne Vos     | Jumbo-Visma      | 2u48'22" |
| 2                                      | Charlotte Kool   | DSM              | z.t.     |
| 3                                      | Elisa Balsamo    | Trek-Segafredo   | z.t.     |
| 4                                      | Rachele Barbieri | Liv Racing Xstra | z.t.     |
| 5                                      | Sofia Bertizzolo | UAE Team ADQ     | z.t.     |

| Algemeen klassement |                  |                    |          |
| Plaats              | Naam             | Ploeg              | Tijd     |
| Roze trui           | Elisa Balsamo    | Trek-Segafredo     | 5u33'12" |
| 2                   | Marianne Vos     | Jumbo-Visma        | + 6"     |
| 3                   | Georgia Baker    | BikeExchange Jayco | + 12"    |
| 4                   | Kristen Faulkner | BikeExchange Jayco | + 14"    |
| 5                   | Lotte Kopecky    | SD Worx            | z.t.     |

### 3e etappe
| 4 juli: Cesena – Cesena (120,9 km) |                      |                         |          |
| Plaats                             | Naam                 | Ploeg                   | Tijd     |
| Winnaar                            | Annemiek van Vleuten | Movistar Team           | 3u13'13" |
| 2                                  | Mavi García          | UAE Team ADQ            | + 1"     |
| 3                                  | Marta Cavalli        | FDJ-Suez-Futuroscope    | + 43"    |
| 4                                  | Silvia Persico       | Valcar-Travel & Service | + 4'51"  |
| 5                                  | Amanda Spratt        | BikeExchange Jayco      | z.t.     |

| Algemeen klassement |                       |                      |          |
| Plaats              | Naam                  | Ploeg                | Tijd     |
| Roze trui           | Annemiek van Vleuten  | Movistar Team        | 8u46'33" |
| 2                   | Mavi García           | UAE Team ADQ         | + 25"    |
| 3                   | Marta Cavalli         | FDJ-Suez-Futuroscope | + 57"    |
| 4                   | Elisa Longo Borghini  | Trek-Segafredo       | + 5'00"  |
| 5                   | Cecilie Uttrup Ludwig | FDJ-Suez-Futuroscope | + 5'13"  |

### 4e etappe
| 5 juli: Carpi – Reggio Emilia (126,1 km) |                   |                         |          |
| Plaats                                   | Naam              | Ploeg                   | Tijd     |
| Winnaar                                  | Elisa Balsamo     | Trek-Segafredo          | 3u05'02" |
| 2                                        | Charlotte Kool    | DSM                     | z.t.     |
| 3                                        | Marianne Vos      | Jumbo-Visma             | z.t.     |
| 4                                        | Chiara Consonni   | Valcar-Travel & Service | z.t.     |
| 5                                        | Marta Bastianelli | UAE Team ADQ            | z.t.     |

| Algemeen klassement |                       |                      |           |
| Plaats              | Naam                  | Ploeg                | Tijd      |
| Roze trui           | Annemiek van Vleuten  | Movistar Team        | 11u51'35" |
| 2                   | Mavi García           | UAE Team ADQ         | + 25"     |
| 3                   | Marta Cavalli         | FDJ-Suez-Futuroscope | + 57"     |
| 4                   | Elisa Longo Borghini  | Trek-Segafredo       | + 5'00"   |
| 5                   | Cecilie Uttrup Ludwig | FDJ-Suez-Futuroscope | + 5'13"   |

### 5e etappe
| 6 juli: Sarnico – Bergamo (114,7 km) |                  |                         |          |
| Plaats                               | Naam             | Ploeg                   | Tijd     |
| Winnaar                              | Marianne Vos     | Jumbo-Visma             | 2u58'30" |
| 2                                    | Lotte Kopecky    | SD Worx                 | z.t.     |
| 3                                    | Silvia Persico   | Valcar-Travel & Service | z.t.     |
| 4                                    | Kristen Faulkner | BikeExchange Jayco      | z.t.     |
| 5                                    | Amanda Spratt    | BikeExchange Jayco      | z.t.     |

| Algemeen klassement |                       |                      |           |
| Plaats              | Naam                  | Ploeg                | Tijd      |
| Roze trui           | Annemiek van Vleuten  | Movistar Team        | 14u50'05" |
| 2                   | Mavi García           | UAE Team ADQ         | + 25"     |
| 3                   | Marta Cavalli         | FDJ-Suez-Futuroscope | + 54"     |
| 4                   | Elisa Longo Borghini  | Trek-Segafredo       | + 5'00"   |
| 5                   | Cecilie Uttrup Ludwig | FDJ-Suez-Futuroscope | + 5'13"   |

### 6e etappe
| 7 juli: Prevalle – Manivapas (112,9 km) |                      |                      |          |
| Plaats                                  | Naam                 | Ploeg                | Tijd     |
| Winnaar                                 | Juliette Labous      | Team DSM             | 3u22'36" |
| 2                                       | Annemiek van Vleuten | Movistar Team        | + 1'37"  |
| 3                                       | Mavi García          | UAE Team ADQ         | + 1'41"  |
| 4                                       | Marta Cavalli        | FDJ-Suez-Futuroscope | + 1'47"  |
| 5                                       | Elisa Longo Borghini | Trek-Segafredo       | + 1'50"  |

| Algemeen klassement |                      |                      |           |
| Plaats              | Naam                 | Ploeg                | Tijd      |
| Roze trui           | Annemiek van Vleuten | Movistar Team        | 18u14'12" |
| 2                   | Mavi García          | UAE Team ADQ         | + 31"     |
| 3                   | Marta Cavalli        | FDJ-Suez-Futuroscope | + 1'10"   |
| 4                   | Elisa Longo Borghini | Trek-Segafredo       | + 5'19"   |
| 5                   | Niamh Fisher-Black   | SD Worx              | + 5'54"   |

### 7e etappe
| 8 juli: Rovereto – Aldeno (104,7 km) |                      |                      |          |
| Plaats                               | Naam                 | Ploeg                | Tijd     |
| Winnaar                              | Annemiek van Vleuten | Movistar Team        | 3u03'16" |
| 2                                    | Marta Cavalli        | FDJ-Suez-Futuroscope | + 59"    |
| 3                                    | Elisa Longo Borghini | Trek-Segafredo       | + 1'38"  |
| 4                                    | Kristen Faulkner     | BikeExchange Jayco   | + 1'45"  |
| 5                                    | Niamh Fisher-Black   | SD Worx              | + 3'01"  |

| Algemeen klassement |                      |                      |           |
| Plaats              | Naam                 | Ploeg                | Tijd      |
| Roze trui           | Annemiek van Vleuten | Movistar Team        | 21u17'18" |
| 2                   | Marta Cavalli        | FDJ-Suez-Futuroscope | + 2'13"   |
| 3                   | Mavi García          | UAE Team ADQ         | + 3'42"   |
| 4                   | Elisa Longo Borghini | Trek-Segafredo       | + 7'03"   |
| 5                   | Niamh Fisher-Black   | SD Worx              | + 9'05"   |

### 8e etappe
| 9 juli: San Michele all'Adige – San Lorenzo Dorsino (112,8 km) |                      |                          |          |
| Plaats                                                         | Naam                 | Ploeg                    | Tijd     |
| Winnaar                                                        | Kristen Faulkner     | BikeExchange Jayco       | 3u36'36" |
| 2                                                              | Marta Cavalli        | FDJ-Suez-Futuroscope     | + 59"    |
| 3                                                              | Elisa Longo Borghini | Trek-Segafredo           | + 1'14"  |
| 4                                                              | Annemiek van Vleuten | Movistar Team            | z.t.     |
| 5                                                              | Gaia Realini         | Isolmant-Premac-Vittoria | + 1'44"  |

| Algemeen klassement |                      |                      |           |
| Plaats              | Naam                 | Ploeg                | Tijd      |
| Roze trui           | Annemiek van Vleuten | Movistar Team        | 24u55'08" |
| 2                   | Marta Cavalli        | FDJ-Suez-Futuroscope | + 1'52"   |
| 3                   | Mavi García          | UAE Team ADQ         | + 6'10"   |
| 4                   | Elisa Longo Borghini | Trek-Segafredo       | + 6'59"   |
| 5                   | Niamh Fisher-Black   | SD Worx              | + 11'26"  |

### 9e etappe
| 10 juli: Abano Terme – Padua (90,5 km) |                  |                         |          |
| Plaats                                 | Naam             | Ploeg                   | Tijd     |
| Winnaar                                | Chiara Consonni  | Valcar-Travel & Service | 2u12'04" |
| 2                                      | Rachele Barbieri | Liv Racing Xstra        | z.t.     |
| 3                                      | Emma Norsgaard   | Movistar Team           | z.t.     |
| 4                                      | Elisa Balsamo    | Trek-Segafredo          | z.t.     |
| 5                                      | Sofia Bertizzolo | UAE Team ADQ            | z.t.     |

| Algemeen klassement |                      |                      |           |
| Plaats              | Naam                 | Ploeg                | Tijd      |
| Roze trui           | Annemiek van Vleuten | Movistar Team        | 27u07'26" |
| 2                   | Marta Cavalli        | FDJ-Suez-Futuroscope | + 1'52"   |
| 3                   | Mavi García          | UAE Team ADQ         | + 5'56"   |
| 4                   | Elisa Longo Borghini | Trek-Segafredo       | + 6'45"   |
| 5                   | Niamh Fisher-Black   | SD Worx              | + 11'12"  |

## Klassementenverloop
De roze trui wordt uitgereikt aan de rijdster met de laagste totaaltijd.
 De (ciclamino) paarse trui wordt uitgereikt aan de rijdster met de meeste punten van de etappefinishes en tussensprints.
 De "Queen of the Mountains" (Bergkoningin) trui wordt uitgereikt aan de rijdster met de meeste behaalde punten uit bergtop passages.
 De witte trui wordt uitgereikt aan de beste jongere in het algemeen klassement.
 De (azzurre) blauwe trui wordt uitgereikt aan de beste Italiaanse rijdster in het algemeen klassement.
| Etappe           | Winnaar              | Algemeen klassement  | Puntenklassement     | Bergklassement   | Jongerenklassement | Beste Italiaanse | Ploegenklassement    |
| ---------------- | -------------------- | -------------------- | -------------------- | ---------------- | ------------------ | ---------------- | -------------------- |
| P                | Kristen Faulkner     | Kristen Faulkner     | Kristen Faulkner     | -                | Kata Blanka Vas    | Elisa Balsamo    | Trek-Segafredo       |
| 1                | Elisa Balsamo        | Elisa Balsamo        | Elisa Balsamo        | Franziska Brauße | Marta Jaskulska    | Elisa Balsamo    | Trek-Segafredo       |
| 2                | Marianne Vos         | Elisa Balsamo        | Elisa Balsamo        | Franziska Brauße | Franziska Koch     | Elisa Balsamo    | Trek-Segafredo       |
| 3                | Annemiek van Vleuten | Annemiek van Vleuten | Elisa Balsamo        | Mavi García      | Niamh Fisher-Black | Marta Cavalli    | FDJ-Suez-Futuroscope |
| 4                | Elisa Balsamo        | Annemiek van Vleuten | Elisa Balsamo        | Mavi García      | Niamh Fisher-Black | Marta Cavalli    | FDJ-Suez-Futuroscope |
| 5                | Marianne Vos         | Annemiek van Vleuten | Marianne Vos         | Elise Chabbey    | Niamh Fisher-Black | Marta Cavalli    | FDJ-Suez-Futuroscope |
| 6                | Juliette Labous      | Annemiek van Vleuten | Elisa Balsamo        | Elise Chabbey    | Niamh Fisher-Black | Marta Cavalli    | FDJ-Suez-Futuroscope |
| 7                | Annemiek van Vleuten | Annemiek van Vleuten | Annemiek van Vleuten | Elise Chabbey    | Niamh Fisher-Black | Marta Cavalli    | FDJ-Suez-Futuroscope |
| 8                | Kristen Faulkner     | Annemiek van Vleuten | Annemiek van Vleuten | Kristen Faulkner | Niamh Fisher-Black | Marta Cavalli    | FDJ-Suez-Futuroscope |
| 9                | Chiara Consonni      | Annemiek van Vleuten | Annemiek van Vleuten | Kristen Faulkner | Niamh Fisher-Black | Marta Cavalli    | FDJ-Suez-Futuroscope |
| Eindklassementen | Eindklassementen     | Annemiek van Vleuten | Annemiek van Vleuten | Kristen Faulkner | Niamh Fisher-Black | Marta Cavalli    | FDJ-Suez-Futuroscope |

## Eindklassementen
| Plaats    | Naam                  | Ploeg                   | Tijd      |
| --------- | --------------------- | ----------------------- | --------- |
| Roze trui | Annemiek van Vleuten  | Movistar Team           | 27u07'26" |
| 2         | Marta Cavalli         | FDJ-Suez-Futuroscope    | + 1'52"   |
| 3         | Mavi García           | UAE Team ADQ            | + 5'56"   |
| 4         | Elisa Longo Borghini  | Trek-Segafredo          | + 6'45"   |
| 5         | Niamh Fisher-Black    | SD Worx                 | + 11'12"  |
| 6         | Cecilie Uttrup Ludwig | FDJ-Suez-Futuroscope    | + 12'14"  |
| 7         | Silvia Persico        | Valcar-Travel & Service | + 13'08"  |
| 8         | Erica Magnaldi        | UAE Team ADQ            | + 15'13"  |
| 9         | Juliette Labous       | DSM                     | + 15'49"  |
| 10        | Neve Bradbury         | Canyon-SRAM             | + 17'29"  |

| Plaats      | Naam                 | Ploeg                   | Punten |
| ----------- | -------------------- | ----------------------- | ------ |
| Paarse trui | Annemiek van Vleuten | Movistar Team           | 60     |
| 2           | Elisa Balsamo        | Trek-Segafredo          | 58     |
| 3           | Kristen Faulkner     | Team BikeExchange Jayco | 46     |

| Plaats      | Naam                 | Ploeg                   | Punten |
| ----------- | -------------------- | ----------------------- | ------ |
| Groene trui | Kristen Faulkner     | Team BikeExchange Jayco | 56     |
| 2           | Elise Chabbey        | Canyon-SRAM             | 46     |
| 3           | Annemiek van Vleuten | Movistar Team           | 43     |

| Plaats     | Naam               | Ploeg                    | Tijd      |
| ---------- | ------------------ | ------------------------ | --------- |
| Witte trui | Niamh Fisher-Black | SD Worx                  | 27u18'38" |
| 2          | Neve Bradbury      | Canyon-SRAM              | + 6'17"   |
| 3          | Gaia Realini       | Isolmant-Premac-Vittoria | + 12'26"  |

| Plaats      | Naam                 | Ploeg                   | Tijd      |
| ----------- | -------------------- | ----------------------- | --------- |
| Blauwe trui | Marta Cavalli        | FDJ-Suez-Futuroscope    | 27u09'18" |
| 2           | Elisa Longo Borghini | Trek-Segafredo          | + 43"     |
| 3           | Silvia Persico       | Valcar-Travel & Service | + 2'24"   |